# دون تايلور (كاتب)
دون تايلور (بالإنجليزية: Don Taylor)‏ هو كاتب بريطاني، ولد في 30 يونيو 1936، وتوفي في 11 نوفمبر 2003.

## وصلات خارجية
- دون تايلور على موقع IMDb (الإنجليزية)
- دون تايلور على موقع قاعدة بيانات الفيلم (الإنجليزية)